# اوده هیشیگی آشی گاتامه
اوده هیشیگی آشی گاتامه (به ژاپنی: 腕挫足固)-(به انگلیسی: Ude hishigi ashi gatame) یکی از فنون و تکنیک‌های دستهٔ کاتامه-وازا رشتهٔ ورزشی جودو است که در زیردستهٔ کانستسو-وازا دسته‌بندی می‌شود. هدف از این تکنیک، واردآوردن فشار و درگیرکردن بازوی حریف است.